# Jolanda
Jolanda (también llamado Yolanda) fue un carguero chipriota construido en 1964 en Gijón, España por SA Juliana Constructora. Encalló en un arrecife en Ras Muhammad (Egipto) el 1 de abril de 1980. De 1981 a 1985, el pecio fue un sitio de buceo popular, pero se perdió cuando se cayó del arrecife durante una tormenta en marzo de 1987. El naufragio permaneció perdido durante 20 años hasta que fue redescubierto por Leigh Cunningham y Mark Andrews a una profundidad de 145-160 metros (476-525 pies) en 2005. Hoy en día, la carga de los restos, incluidos inodoros británicos, bañeras y tuberías, es visitada por buceadores recreativos.

## Galería

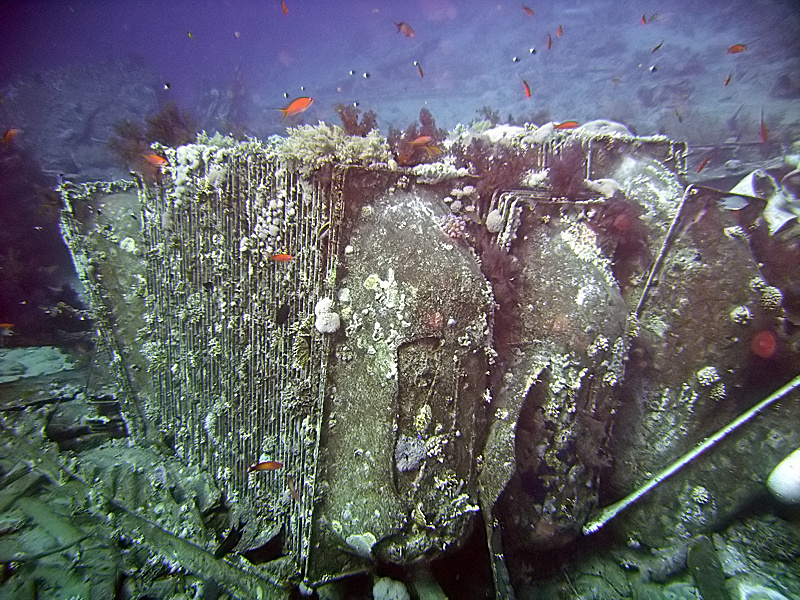
Pilas de bañera
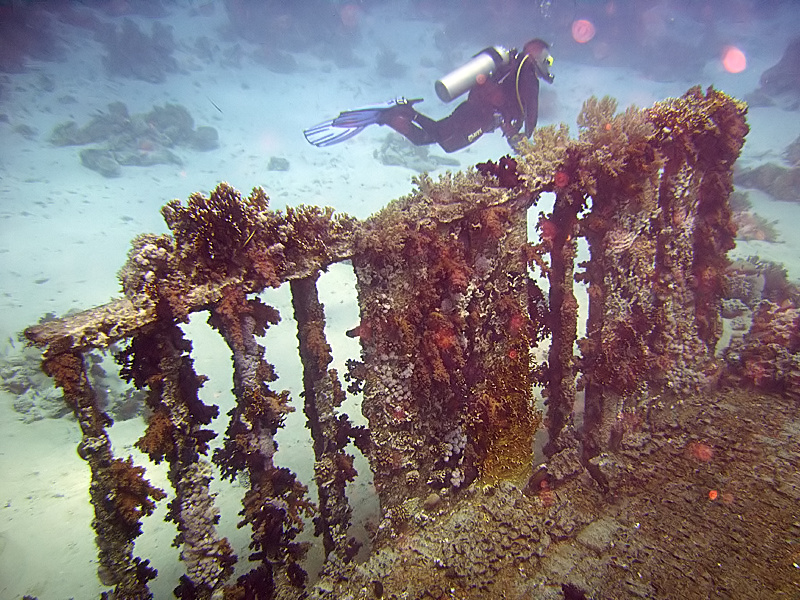
Restos del naufragio
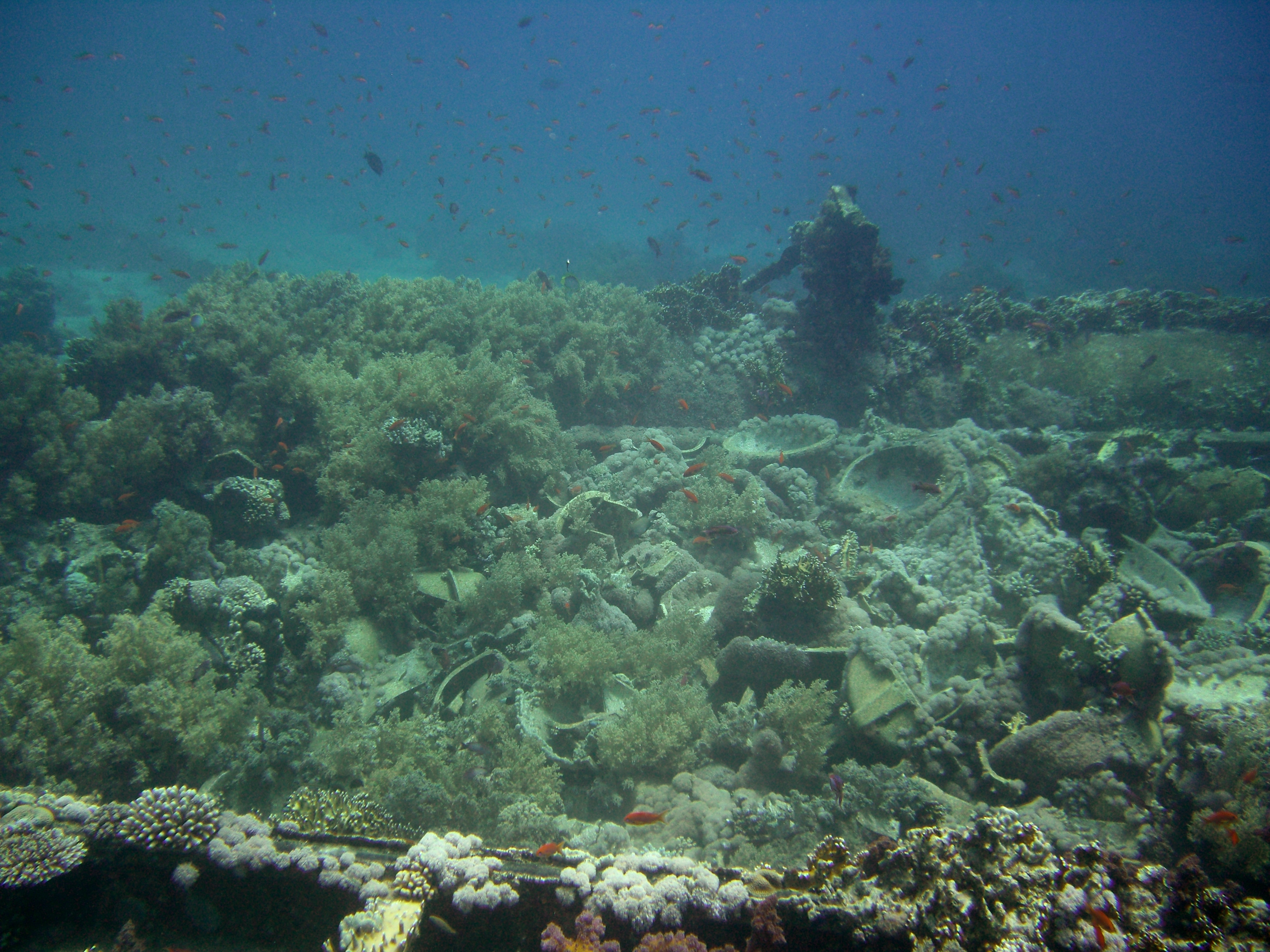
Restos de porcelana
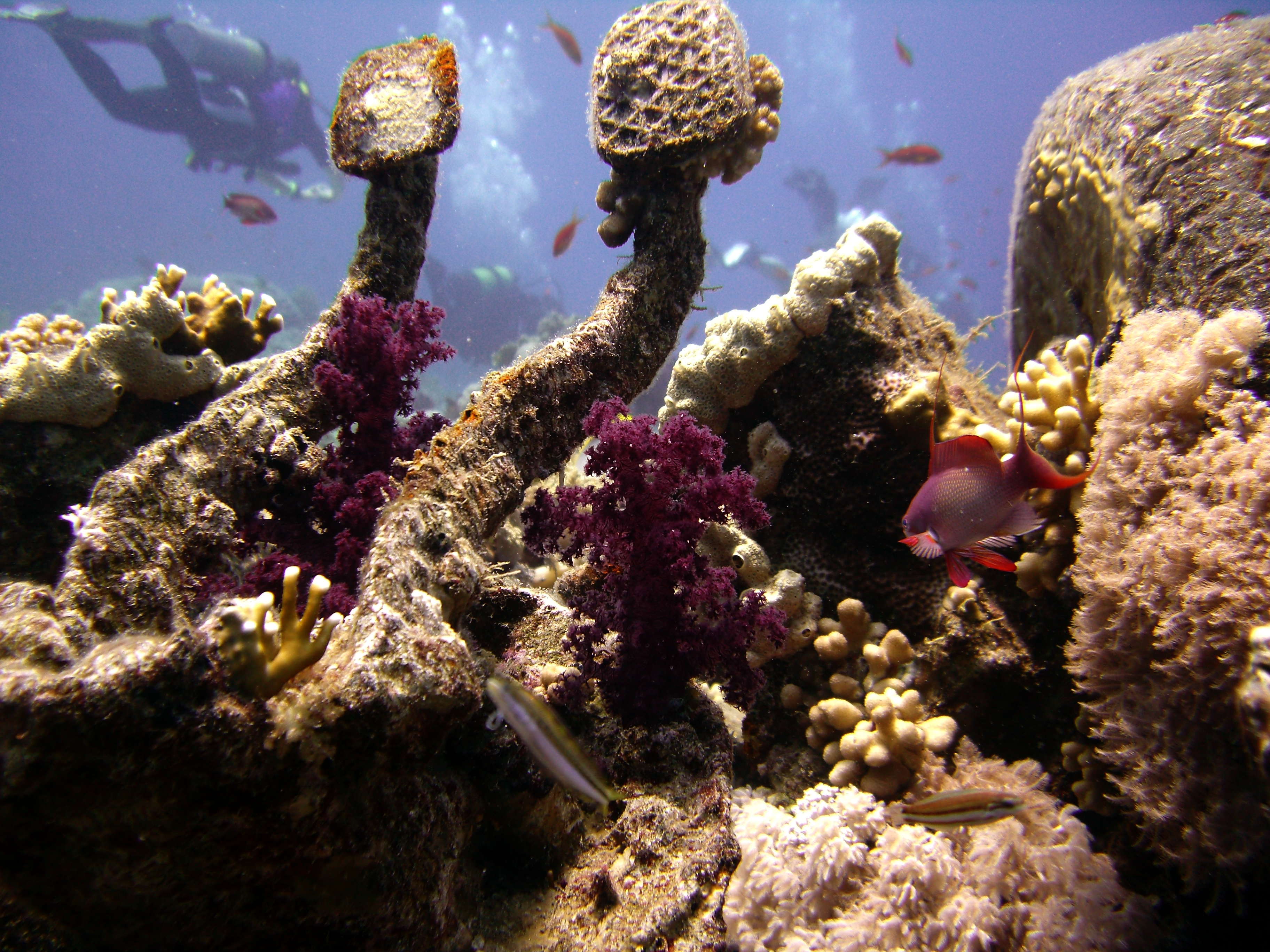
Pedales de BMW
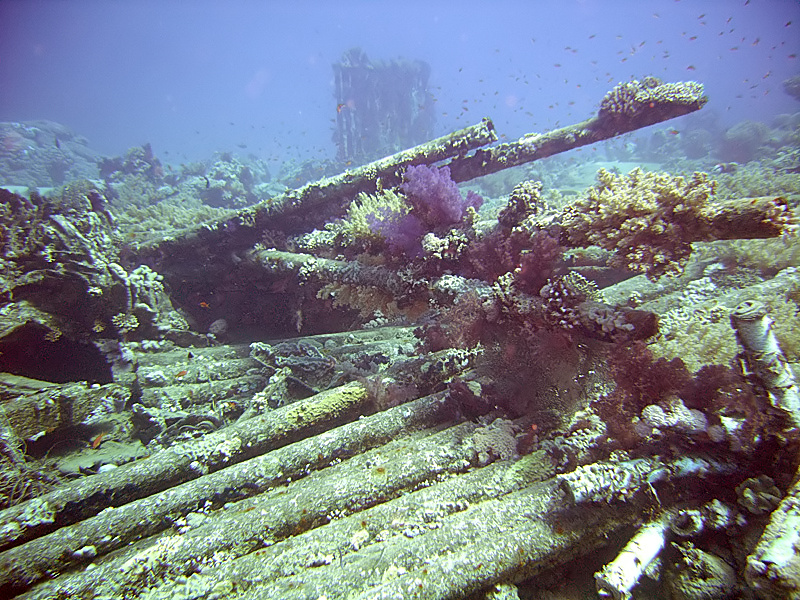
Tuberías
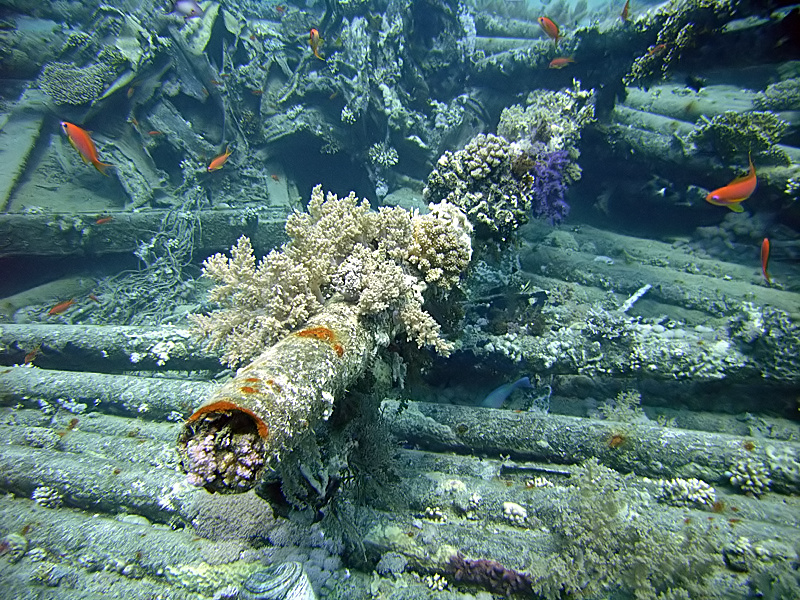
Más tubos